# Ferdinand Wilhelm von Jeanneret
Ferdinand Wilhelm von Jeanneret (* 2. Mai 1764 in Ortelsburg; † 19. Juni 1828 in Landsberg an der Warthe) war ein preußischer Generalmajor und Kommandeur der Reservekavallerie der Rheinischen Landwehr.

## Leben

### Herkunft
Die Familie stammt aus dem Kanton Neuenburg. Seine Eltern waren Friedrich Dionysius von Jeanneret (* 1717; † 1775) und dessen Ehefrau Elisabeth, geborene Baronin von Wilczek. Sein Vater war preußischer Oberst und zuletzt Kommandeur des Husarenregiments „von Usedom“.

### Militärlaufbahn
Jeanneret trat 1779 in preußische Dienste und kam in das Husarenregiment „von Werner“. Am 31. August 1783 wurde er dort Kornett und am 20. April 1786 Sekondeleutnant. Für das Gefecht bei Sierk erhielt er am 11. August 1792 den Orden Pour le Mérite. Im Ersten Koalitionskrieg kämpfte er in der Schlacht bei Kaiserslautern und im Gefecht bei Neustadt. In der Zeit wurde er am 28. September 1792 Rittmeister und Adjutant des Fürsten zu Hohenlohe-Ingelfingen. 1794 nahm er auch am Feldzug in Polen teil.
Am 12. Februar 1795 wurde Jeanneret zum Major befördert und am 2. Januar 1797 versetzte man ihn in das Husarenregiment „Vakant von Saß“ in Ansbach. Am 15. Juni 1803 bekam er eine Zulage von 300 Talern. Am 22. September 1805 wurde er als Kommandeur des II. Bataillons in das Husarenregiment „von L’Estocq“ versetzt, gleichzeitig blieb er aber Eskadronchef. Er nahm am Vierten Koalitionskrieg teil.
Nach dem Krieg wurde Jeanneret am 2. Juni 1807 zum Oberstleutnant befördert und am 7. November 1807 zum Kommandeur des Regiments Ulanen ernannt. Am 5. Mai 1808 erhielt er den Orden der Heiligen Anna II. Klasse und am 4. Oktober 1808 wurde er Kommandeur des Neumärkischen Dragoner-Regiments ernannt. In dieser Stellung wurde Jeanneret am 20. Mai 1809 mit Patent vom 29. Mai 1809 zum Oberst befördert. Mit dem Regiment nahm er am preußischen Feldzug von 1812 teil und zeigte sich als umsichtiger Soldat. Seine Trunksucht fiel jedoch Yorck auf, der ihm erlaubte nach Berlin zurückzukehren und einen günstigen Bericht an den König schickte. An 26. November 1812 wurde Jeanneret mit 600 Talern Pension in den Ruhestand versetzt.
Im Vorfeld der Befreiungskriege wurde Jeanneret am 5. Mai 1813 zum Brigadier der Pommerischen Landwehr und am 1. August 1813 zum Kommandeur des 1. Westpreußischen Landwehr-Regiments ernannt. Während der Befreiungskriege kämpfte er in der Schlacht bei Dennewitz und erwarb sich dort das Eiserne Kreuz II. Klasse. Zudem wurde Jeanneret am 8. Dezember 1813 zum Generalmajor befördert. Am 31. Oktober 1814 wurde er zur weiteren Verwendung nach Berlin gerufen und am 21. Juni 1815 als Kommandeur der Reservekavallerie der neuen Rheinischen Landwehr an den Niederrhein geschickt. Aber bereits am 3. Oktober 1815 erhielt er seinen Abschied mit 1000 Talern Pension. Er starb am 19. Juni 1828 in Landsberg an der Warthe.

### Familie
Jeanneret heiratete am 16. November 1790 in Beuthen Karoline von Tzelinska (* 21. Dezember 1762; † nach 1826), verwitwete von Dobinsky, verwitwete von Dreßler. Das Paar wurde am 21. September 1824 kinderlos geschieden.